# Guillermo Fernández Vara
Guillermo Fernández Vara (Olivença, 6 d'octubre de 1958) és un polític extremeny. Fernández Vara és l'actual president de la Junta d'Extremadura.

## Biografia
El seu pare era un jutge destinat a Olivença que va contreure matrimoni amb una jove oliventina. Es va educar en el Col·legi dels jesuïtes de Villafranca de los Barros. En aquest centre religiós va estudiar EGB, Batxillerat i COU, fins a l'any 1975. Destinat el seu pare a l'Audiència Provincial de Còrdova, el fill va fer amistat amb l'advocat de l'Estat Antonio Hernández Mancha, nebot d'Antonio Hernández Gil, jurista i President de les Corts Espanyoles, que va ser director de l'Acadèmia de Jurisprudència i de la Reial Acadèmia d'Extremadura. Va militar a Aliança Popular quan la presidia Antonio Hernández Mancha, tutelat per Manuel Fraga Iribarne. El 1988 va obtenir la plaça de metge forense amb destinació a Extremadura. Es va afiliar al PSOE d'Extremadura quan va tornar a la seva terra natal i va ser fitxat per Juan Carlos Rodríguez Ibarra, President de la Junta d'Extremadura que n'esdevindria mentor polític. La relació amb Rodríguez Ibarra, que va acabar en amistat, es va iniciar en compartir veïnatge a la pedania de Santo Domingo, depenent del municipi d'Olivenza. Fernández Vara està casat i és pare de dos fills.

## Trajectòria professional
Estudià la carrera de medicina a la Universitat de Còrdova, on es llicencià l'any 1983. L'any 1986 ingressà per oposició al Cos Nacional de Metges Forenses (obtingué el número 1 de la desena Promoció de Metges Forenses del Centre d'Estudis Judicials). Presidí, a més, l'Associació Estatal de Metges Forenses d'Espanya i li fou atorgada la Creu distingida de l'Orde de Sant Raimon de Penyafort, concedida pel ministeri de Justícia. Es graduà a la Universitat d'Extremadura amb una tesina que va ser qualificada d'Excel·lent, l'any 1989, any en què va esdevenir director del Centre Mèdic-Forense de Badajoz. En l'àmbit de la docència universitària i professional, fou professor col·laborador de Medicina Legal de la Universitat de València durant els anys 1986 i 1987, professor associat de l'Àrea de Toxicologia i Legislació Sanitària -en concret, encarregat de la Unitat Docent de Medicina Legal- de la Universitat d'Extremadura des de 1988 i professor de l'Escola de Pràctiques Jurídiques del Col·legi d'Advocats, així com de Medicina de l'Escola Territorial d'Extremadura de Futbol.

## Inicis polítics (1995-2007)
Com ell mateix ha declarat, es va iniciar en la política afiliant-se a les Noves Generacions d'Aliança Popular, a Madrid, a instàncies del seu amic Antonio Hernández-Mancha, secretari general el partit. A l'administració pública extremenya ocupà diferents càrrecs institucionals: director general de Salut Pública i Consum de la Conselleria extremenya de Sanitat i Consum des del 31 d'agost de 1995 fins al 10 de gener de 1996, conseller de Benestar Social (1996-1999) i conseller de Sanitat i Consum (2007-2011), càrrec aquest darrer que compaginà amb la presidència de la Junta. Va ser elegit diputat a l'Assemblea d'Extremadura per la província de Badajoz. En el plànol orgànic, va ser Secretari General del PSOE de la seva Olivenza natal.

## President d'Extremadura (2007-2011) i (2015-actualitat)
Després de la decisió negativa del president Rodríguez Ibarra a continuar com candidat a la Presidència de la Junta de Extremadura, el dia 20 de setembre del 2007 la Comissió Executiva Regional del PSOE l'aclamà unànimement candidat pels comicis de 2007, comicis que va guanyar el PSOE per majoria absoluta. Fernández Vara va ser investit president de la Junta d'Extremadura el 27 de juny de 2007. Romangué en el càrrec fins a les eleccions del 2011, quan el substituí el popular José Antonio Monago. A les eleccions autonòmiques de 2015, Fernández Vara va tornar a la presidència de la Junta d'Extremadura, càrrec que va tornar a revalidar quatre anys més a les eleccions autonòmiques de 2019.